# Kapalný vzduch
Kapalný vzduch je vzduch ochlazený na velmi nízkou teplotu, kdy vytváří světle modrou kapalinu.
Skladuje se v nádobách, kde je oddělen od okolního teplejšího prostředí. Kapalný vzduch může rychle pohlcovat teplo a měnit se na plyn. Často se používá ke zkapalňování a/nebo zmrazování dalších látek, a na výrobu dusíku, kyslíku, argonu, a dalších plynů frakční destilací.

## Vlastnosti
Hustota kapalného vzduchu je přibližně 870 kg/m3. Protože přechází oxid uhličitý přímo z plynného do pevného skupenství, tak ve zkapalněném vzduchu za tlaků pod 520 kPa není přítomen.
Teplota varu zkapalněného vzduchu je -194,35 °C, hodnota nacházející se mezi teplotami varu dusíku a kyslíku. Udržení stálé teploty je obtížné, protože se kapalina odpařuje; nejprve se odpařuje dusík, čímž se zvyšuje obsah kyslíku a mění teplota varu. Takto může kapalný vzduch z atmosféry kondenzovat kyslík.
Kapalný vzduch začíná tuhnout za teploty přibližně -213 °C, kde se sráží pevná hmota s převahou dusíku (obsahující také rozpuštěný kyslík). Zbytek tuhne při -223 °C (50 K).

## Výroba
Jednotlivé složky vzduchu nelze od sebe oddělit stlačováním za pokojové teploty. Stlačování zvyšuje teplotu plynu. Teplo se odvádí výměníkem a následně se plyn expanzí ochladí. Při dostatečném průtoku, stlačování, a odnímání tepla se začnou vytvářet kapky kapalného vzduchu.
Hlavní složky vzduchu poprvé zkapalnili polští vědci Karol Olszewski a Zygmunt Wróblewski v roce 1883.

### Provedení
Kapalný vzduch se nejčastěji vyrábí dvousloupcovým Hampsonovým–Lindeovým cyklem, za využití Joulova–Thomsonova jevu. Vzduch se za vysokého tlaku přes 7,5 MPa) napouští do spodní nádoby, kde se odděluje čistý dusík od kapaliny s převahou kyslíku. Tato kapalina a část dusíku jsou vedeny do svrchní nádoby, kde je nižší tlak (pod 2,5 MPa), a dochází k oddělení dusíku a kyslíku. Ze střední části horní nádoby lze oddělit argon a dále jej přečišťovat.
Vzduch lze zkapalnit také Claudeovým procesem, využívajícím ochlazení prostřednictvím Jouleova–Thomsonova jevu, isentropickou expanzi, a regenerativní chlazení.

## Využití
Kapalný vzduch se obvykle zpracovává na plynné nebo kapalné podoby svých složek; například kyslík se poté používá mimo jiné při svařování plamenem a v lékařství, a argon jako netečný plyn při svařování netavící se elektrodou v ochranné atmosféře inertního plynu. Dusík má v kapalné podobě využití jako chladivo a je na rozdíl od kyslíku nereaktivní za běžných teplot.